# Praça-forte de Valença

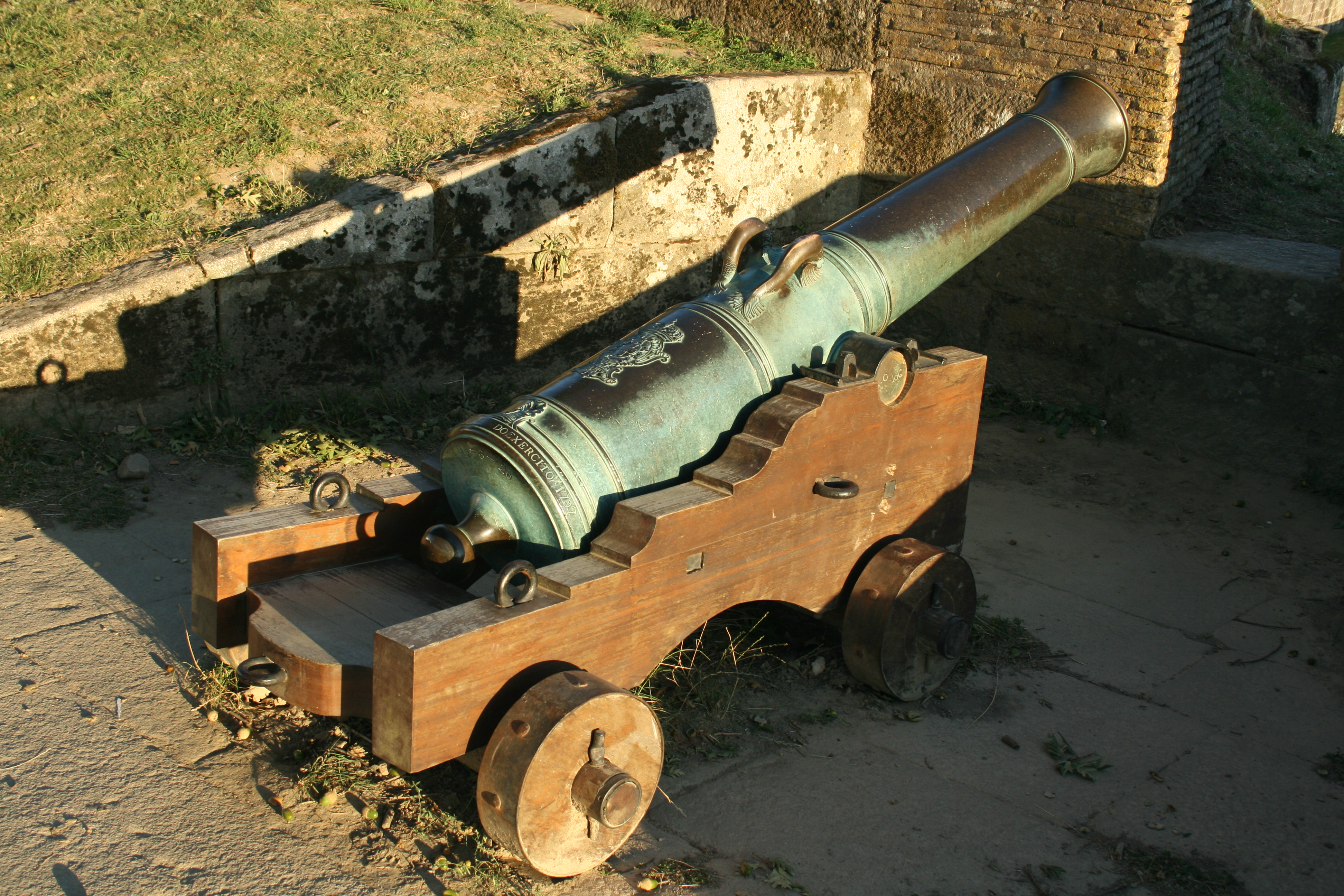

A Praça-forte de Valença, ou Fortificações da Praça de Valença do Minho, localiza-se na freguesia de Valença, Cristelo Covo e Arão, município de Valença, distrito de Viana do Castelo, em Portugal.
A Fortaleza de Valença está classificada como Monumento Nacional desde 1928.

## História

### Antecedentes
A fortificação de Valença, povoação na margem esquerda do rio Minho, na raia portuguesa com a Galiza, remonta à transição do século XII para o XIII. Destinava-se à defesa da povoação e da travessia daquele trecho do rio.

### A Guerra da Restauração e a construção da Praça-forte
No contexto da Guerra da Restauração da independência portuguesa, essa fortificação lindeira foi inteiramente reformada com projeto do francês Miguel de l'Ècole. Desse modo, foram reconstruídos os muros para abraçar o perímetro estendido da vila, e erguidas novas estruturas abaluartadas, entre as quais:
- a chamada Coroada, com três baluartes (Santa Ana, São Jerônimo, e Santa Bárbara) e dois meio-baluartes (São José e Santo Antônio);
- abertos novos fossos, sobre os quais se ergueram relevos em talude;
- revelins para defesa de algumas cortinas
- sete novos baluartes, a saber: Carmo, Esperança, Faro, Lapa, São Francisco, São João e Socorro.

Já com as primeiras obras em andamento, resistiu a uma incursão espanhola no início da guerra de Restauração (1643). Ainda em obras, caiu em mãos espanholas em 1654, para logo ser reconquistada por tropas portuguesas sob o comando do Conde de Castelo Melhor. As obras prosseguiam em 1661, para serem concluídas em 1713, quando o seu último arquiteto, Manuel Pinto de Vilalobos, a deu como concluída. Ao final do século XVIII, foram reforçados os muros do Paiol da Pólvora e levantado o Paiol do Açougue (1774).

### Do século XIX aos nossos dias
Durante a Guerra Peninsular, após denodada resistência, caiu diante as tropas napoleônicas sob o comando de Soult (1809), que fizeram explodir a Porta do Sol.
Durante as Guerras Liberais, juntou-se ao partido liberal em 1828, durante a Belfastada, sendo sitiada por forças realistas rendeu-se ao fim de nove dias. Só foi reconquistada pelos liberais em 1830 com o reforço do almirante inglês Charles Napier.
Considerada como a mais importante fortificação do Alto Minho, objeto de diversas intervenções de conservação e restauro ao longo do século XX, as estruturas que chegaram até nós encontram-se em bom estado de conservação, abertas à visitação pública.

## Características
Com a reconstrução das defesas que transformaram Valença em uma Praça-forte, a povoação nunca separada do rio por uma expressiva rede de baluartes e de coisas que se comunicam entre si por meio de fossos e de passagens inferiores.
Planimétricamente, a, ao abrigo de um intrincado conjunto de baluartes, revelins e fossos, em duas grandes áreas que se comunicavam pela chamada Porta do Meio: o sector Norte, que abrange a antiga vila madeiral, e oprofessor Sul, uma área menor e mais aberta: a chamada Coroada.

## Galeria

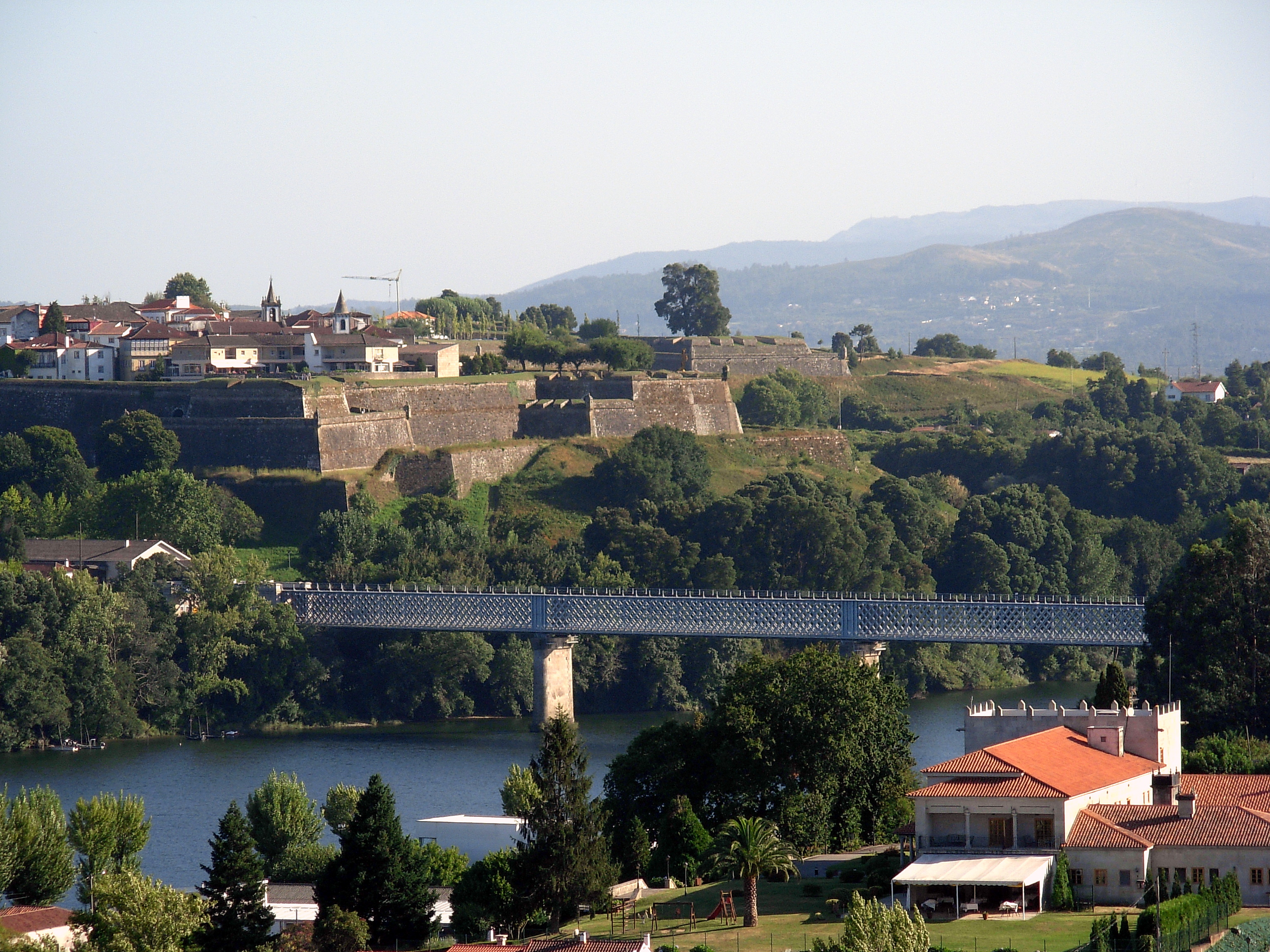
Rio Minho com a Praça-forte ao fundo
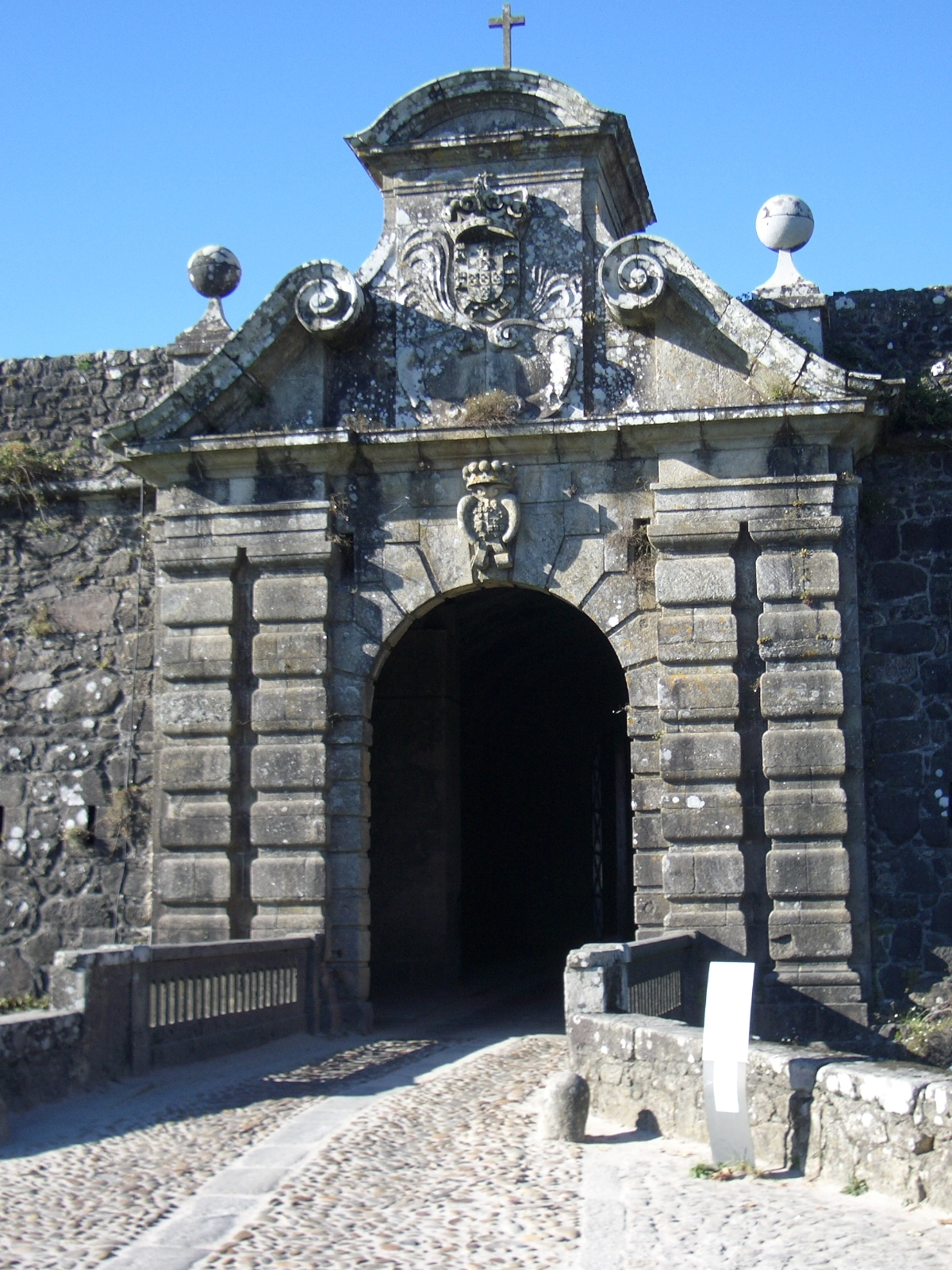
Uma das portas
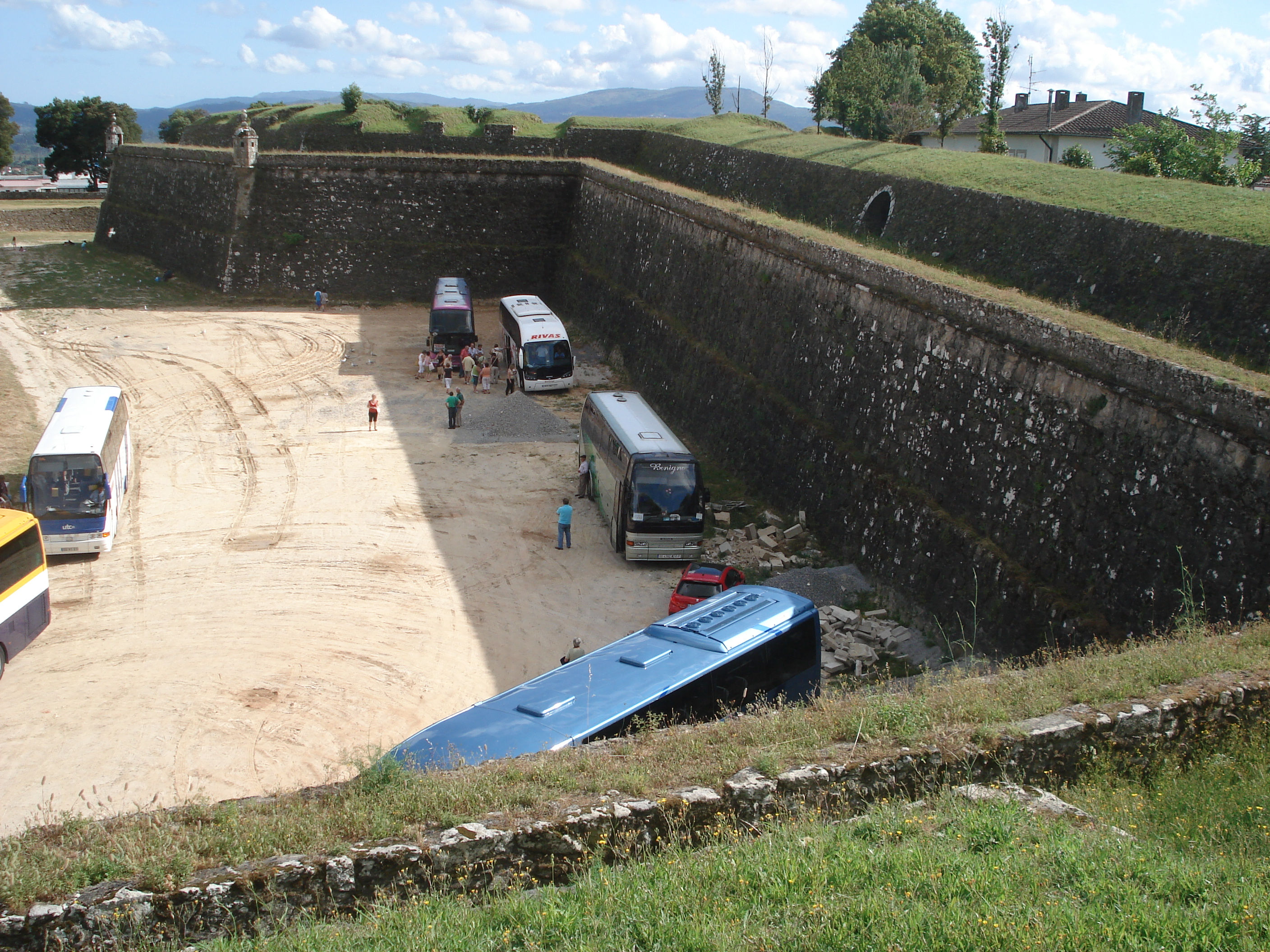
Detalhe da muralha
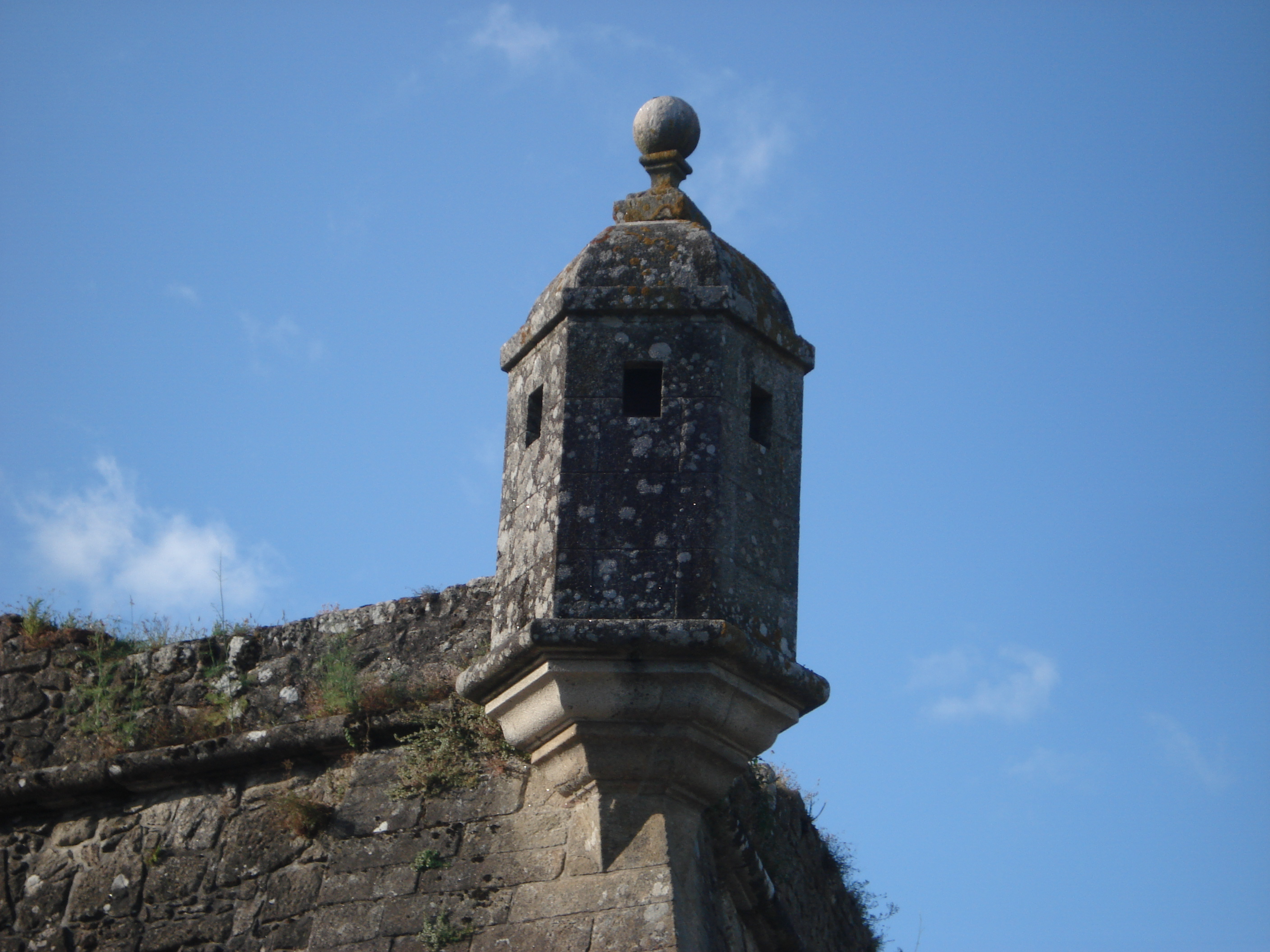
Uma das guaritas
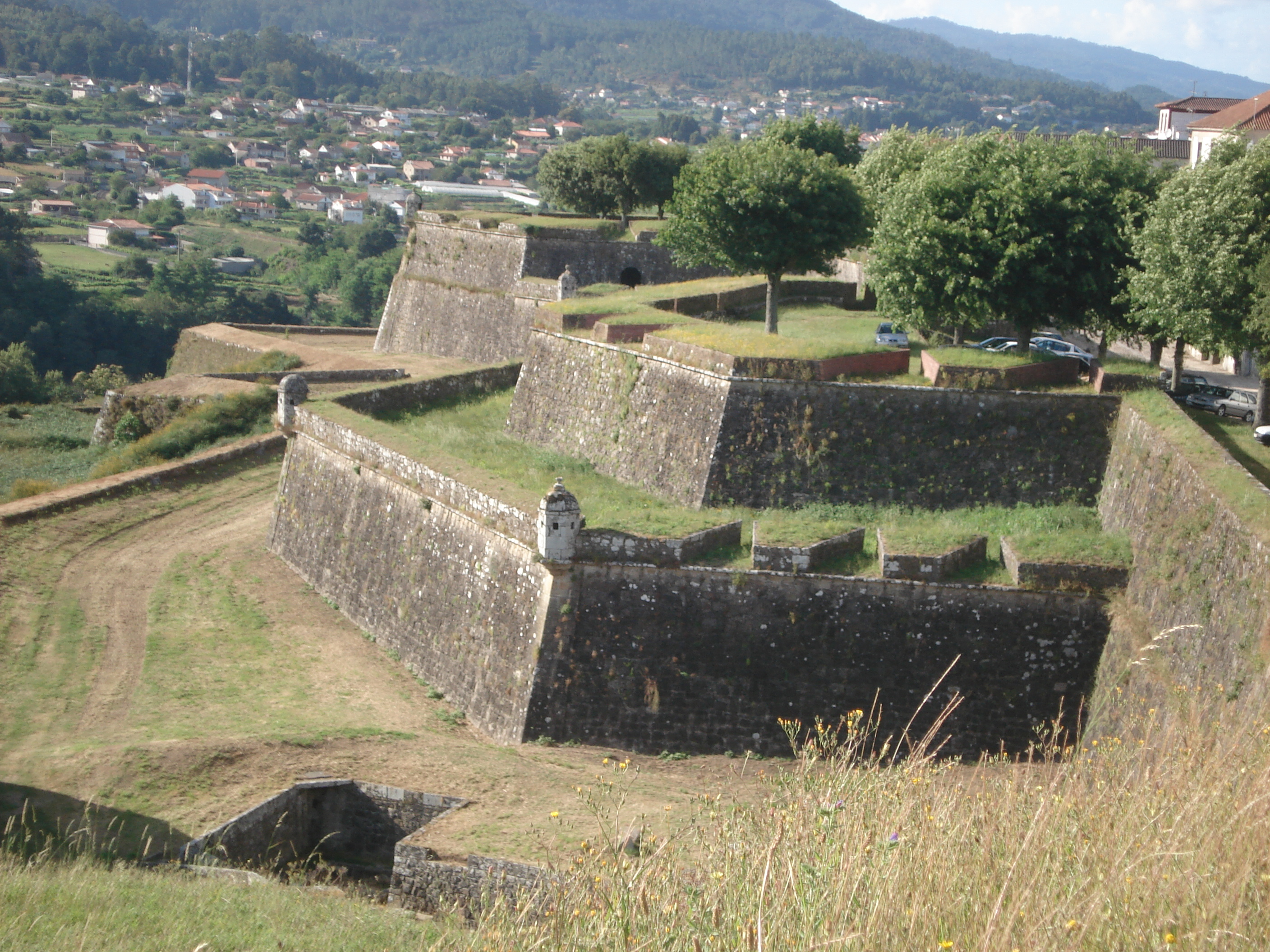
Detalhe das batarias
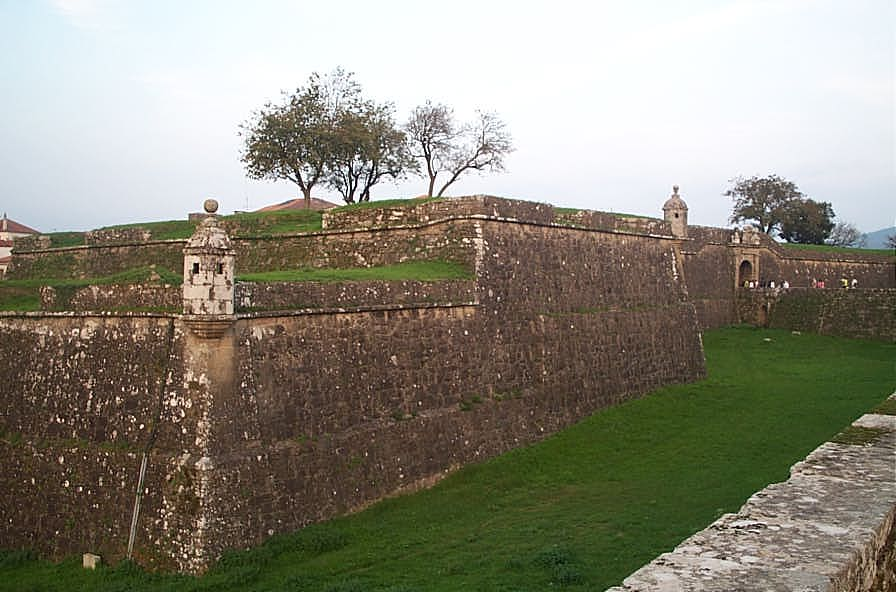
Baluarte
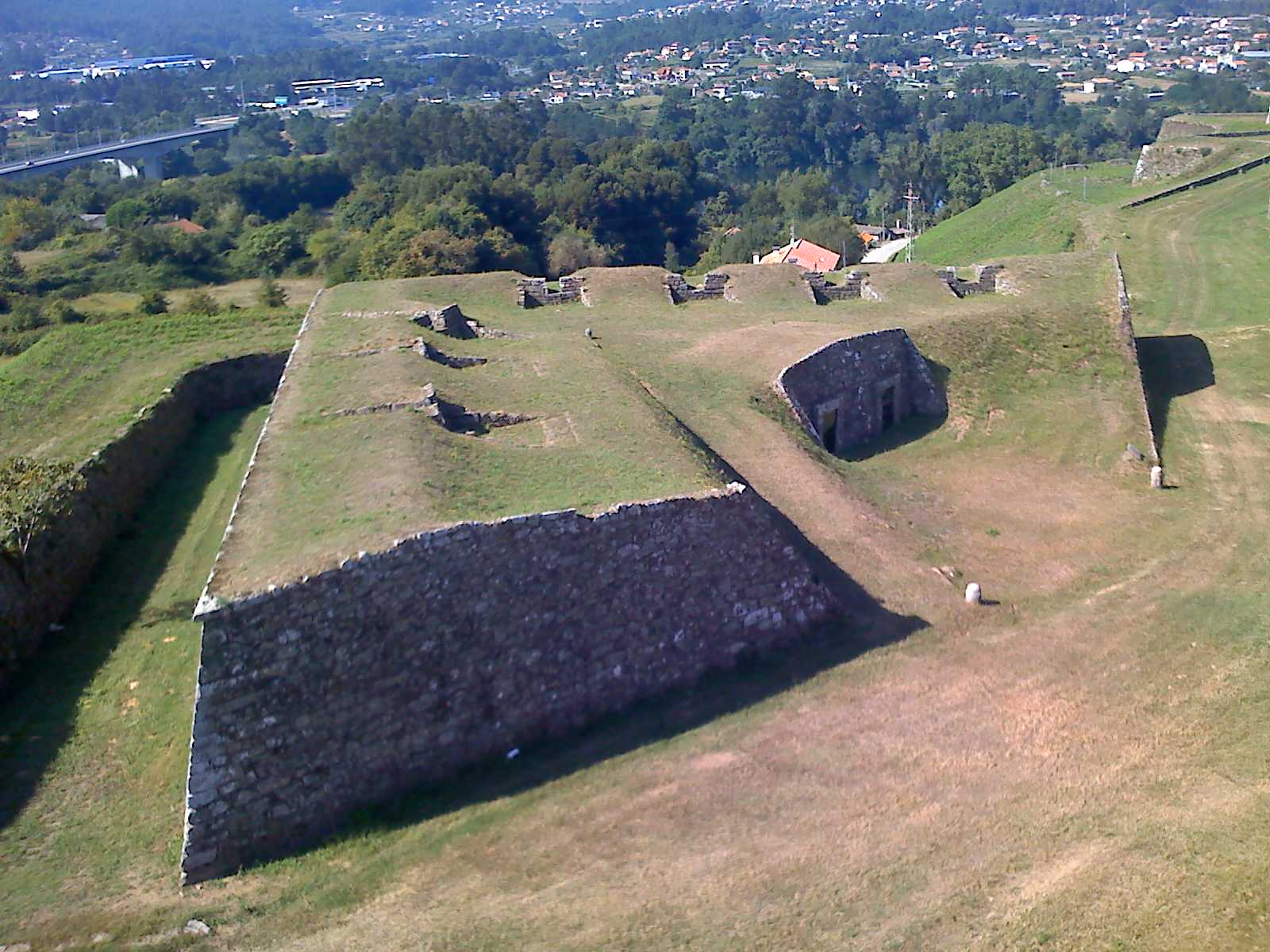
Revelim
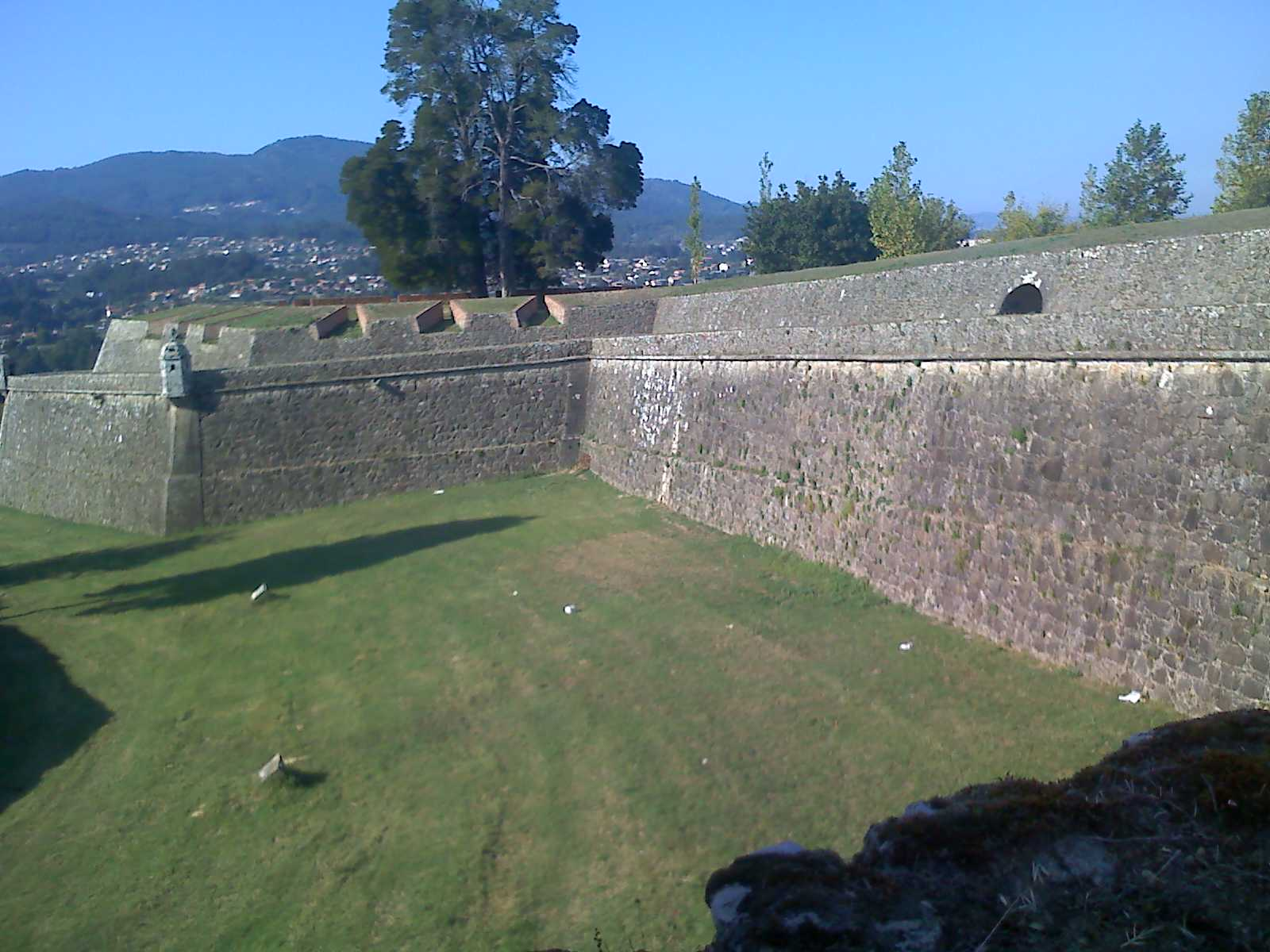
Cortina e Baluarte